# Freetown (Belize)
Freetown – jednomandatowy okręg wyborczy w wyborach do Izby Reprezentantów, niższej izby parlamentu Belize. Obecnym reprezentantem tego okręgu jest polityk Zjednoczonej Partii Ludowej Francis Fonseca.
Okręg Freetown znajduje się dystrykcie Belize w północno-zachodnie przedmieścia Belize City.
Utworzony został w roku: 1961.

## Posłowie
| Rok   | Poseł           |  | Partia |
| ----- | --------------- |  | ------ |
| 1984  | Derek Aikman    |  | UDP    |
| 1989  | Derek Aikman    |  | UDP    |
| 1993  | Jorge Espat     |  | PUP    |
| 1998  | Jorge Espat     |  | PUP    |
| 2003  | Francis Fonseca |  | PUP    |
| 2008. | Francis Fonseca |  | PUP    |
| 2012  | Francis Fonseca |  | PUP    |